# Culpinia
Culpinia is een geslacht van vlinders van de familie spanners (Geometridae), uit de onderfamilie Geometrinae.

## Soorten
- C. diffusa Walker, 1861
- C. prouti (Thierry-Mieg, 1913)